# Ligne de Champillet - Urciers à Lavaufranche
La ligne de Champillet - Urciers à Lavaufranche est une ancienne ligne de chemin de fer française à voie normale entièrement fermée. Elle reliait la gare de Champillet-Urcier, dans l'Indre, à celle de Lavaufranche, dans la Creuse.
Elle constituait la ligne n°699 000 du réseau ferré national.
La section de Boussac à Lavaufranche, d'une longueur de 6 km, fut la plus longtemps exploitée. Bien que sans trafic depuis 1992, celle-ci fut fermée le 19 septembre 2013 par Réseau ferré de France en vue de la création d'une voie verte.

## Histoire
La ligne, considérée comme un embranchement de la ligne de Tours à Montluçon, est concédée à la Compagnie des chemins de fer de la Vendée par une loi le 24 mars 1874.
Par un décret du 9 juin 1877, les lignes concédées à la Compagnie des chemins de fer de la Vendée sont placées sous séquestre. Toutefois, un décret du même jour accorde un crédit extraordinaire à l'administration du séquestre pour la poursuite des travaux de la ligne de Tours à Montluçon.
Une convention signée, le 22 mai 1877, entre la Compagnie des chemins de fer de la Vendée et l'État prévoit le rachat du réseau de la compagnie par ce dernier. Cette convention est approuvée par une loi le 18 mai 1878.
La ligne est cédée par l'État à la Compagnie du chemin de fer de Paris à Orléans par une convention signée entre le ministre des Travaux publics et la compagnie le 28 juin 1883. Cette convention est approuvée par une loi le 20 novembre suivant.
La section de Champillet - Urciers à Boussac (PK 311,990 à 342,527) est déclassée par décret le 12 novembre 1954.